# Länsväg W 682
Länsväg W 682 (länsväg 682) är en övrig länsväg i Hedemora kommun, Dalarnas län. Vägen är 5,1 km lång och går från Nås (riksväg 69) via Davidshyttan till stadsdelen Svedjan i Hedemora, där den ansluter till länsväg 681.

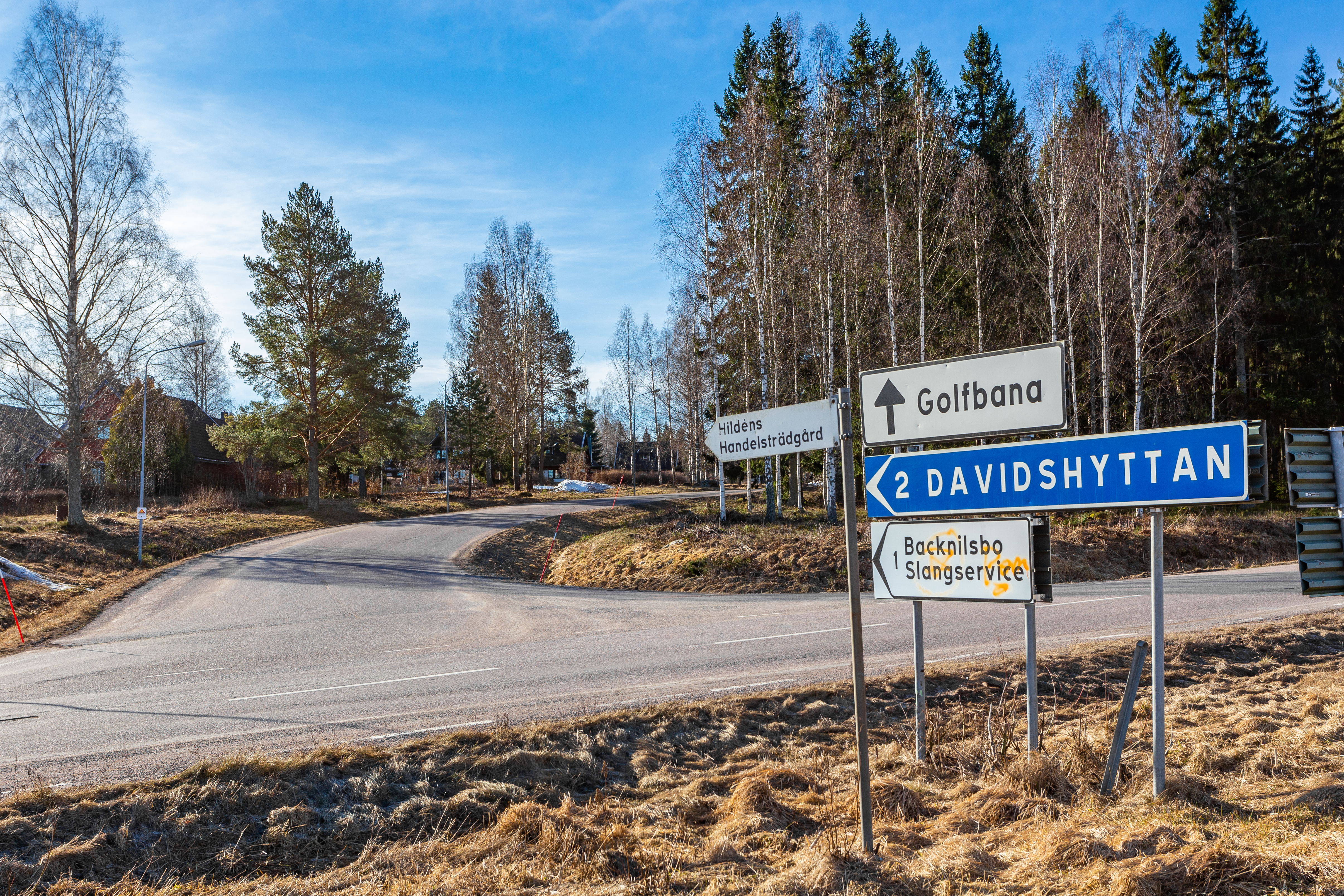
Vägskälet länsväg 681/länsväg 682 på Svedjan i Hedemora
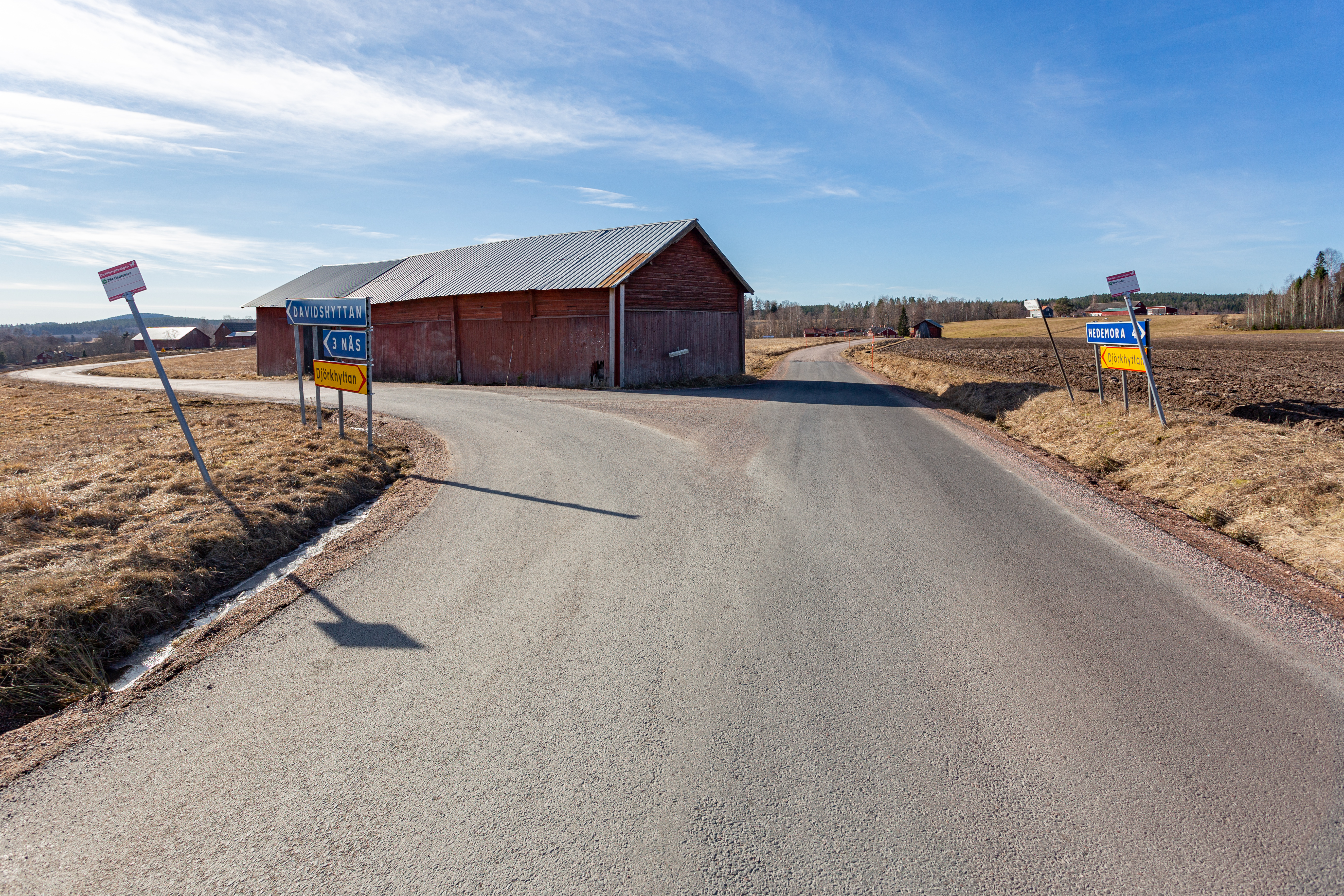
Vägen mot Djörkhyttan ansluter till länsväg 682 nära Davidshyttan